# Livin' la vida loca
«Livin' la vida loca» es un sencillo lanzado por el cantante puertorriqueño Ricky Martin incluido en quinto álbum de estudio y su álbum debut realizado en inglés titulado Ricky Martin (1999). La canción fue compuesta por Desmond Child y Robi Draco Rosa, con letra en español de Luis Gómez-Escolar, y llegó a los primeros lugares del ranking durante 1999. La canción ganó varias nominaciones a los premios Grammy y ayudó a Ricky Martin a ganar enorme éxito dentro de los Estados Unidos y el mundo. Es la canción característica de Martin.

## Lanzamiento
La canción es generalmente aceptada como la canción que inició la explosión del pop latino en 1999, y haciendo la aceptación de otros artistas latinos primero con Jennifer Lopez, Chayanne y Enrique Iglesias, y posteriormente Shakira, Thalía, y Diego Torres más fácil para llegar al mercado inglés. Antes de esta ocasión, muchos no latinoamericanos nunca habían escuchado nada de Ricky Martin hasta lo que reportó CNN de su imparable interpretación de "La copa de la vida" en el show de los Premios Grammy de 1999, lo que se convirtió en un catalizador en llevar el pop latino a la vanguardia de la escena musical estadounidense. La canción fue premiada como la "canción pop del año" en los premios Lo Nuestro de 2000. Una versión por Antonio Banderas y Eddie Murphy se incluyó en la película Shrek 2. El cantante Sur Coreano miembro del grupo de K-Pop SS501, Park Jung Min la interpretó en su gira de 2014 en Latinoamérica, causando un mar de gritos y emociones de las fanes al escucharlo cantar la canción en español.
"Livin' la vida loca" fue el primer éxito número uno de Ricky Martin en el Top 100 de Billboard, permaneciendo en el primer lugar del ranking en los EE. UU. por cinco semanas y ubicándose en el #10 de las listas de fin de año de 1999. El sencillo fue premiado como disco de oro el 15 de mayo y disco de platino el 4 de junio, por ventas de más de un millón de copias en los EE. UU. 
En 2012, dicha canción fue confundida con el himno de Kazajistán, ya que en un acto oficial, en vez de poner el himno nacional de ese país, se puso la canción de Ricky Martin. Acto seguido, se dieron cuenta del error y pusieron el himno ya correctamente.

## Lista de canciones y versiones
Versiones oficiales;
1. «Livin' la vida loca» (Álbum Versión)
2. «Livin' la vida loca» (Trackmasters Remix featuring Big Pun, Cuban Link, & Fat Joe)
3. «La copa de la vida» (Spanglish versión-radio versión)
4. «Livin' la vida loca» (Joey Musaphia's Deep Vocal Edit)
5. «Livin' la vida loca» (Pablo Flores English Club Mix)
6. «Livin' la vida loca» (Pablo Flores English Radio Edit)
7. «Livin' la vida loca» (Pablo Flores Spanish Club Mix)
8. «Livin' la vida loca» (Pablo Flores Spanish Radio Edit)
9. «Livin' la vida loca» (Pablo Flores Spanish Dubapella)
10. «Livin' la vida loca» (Pablo Flores Spanglish Club Mix)
11. «Livin' la vida loca» (Pablo Flores Spanglish Radio Edit)
12. «Livin' la vida loca» (Scissorhands Push & Pull English House Mix)
13. «Livin' la vida loca» (Scissorhands English Radio Edit)
14. «Livin' la vida loca» (Scissorhands Alternative Radio Edit)
15. «Livin' la vida loca» (Joey Musaphia's Carnival Mix)
16. «Livin' la vida loca» (The Gypsy Pistoleros cover).[17][18]

sencillo en CD australiano
1. «Livin' la vida loca» (álbum versión – versión inglesa)
2. «Livin' la vida loca» (álbum versión – versión castellano)
3. «Livin' la vida loca» (Spanglish versión)

sencillo en CD internacional / CD signle Platinum Hits 2002
1. «Livin' la vida loca» (álbum versión – versión inglesa)
2. «Livin' la vida loca» (álbum versión – versión castellano)

Caja recopilatoria promocional mexicana
- «Livin' la vida loca» sencillo en CD (álbum versión – versión inglesa)
- «Livin' la vida loca» VHS video promo (álbum versión – versión inglesa)

Sencillo promocional de Taiwán
1. «Livin' la vida loca» (álbum versión – versión inglesa)

CD maxisencillo del Reino Unido (CD1)
1. «Livin' la vida loca» (álbum versión – versión inglesa)
2. «Livin' la vida loca» (Amen Eurostamp mix)
3. «Livin' la vida loca» (Joey Musaphia's Carnival mix)

CD maxisencillo del Reino Unido (CD2)
1. «Livin' la vida loca» (álbum versión – versión inglesa)
2. «La copa de la vida» (Spanglish versión – radio versión)
3. «Livin' la vida loca» (Joey Musaphia's Deep vocal edit)

CD maxisencillo de los EE. UU. / CD maxisencillo mexicano
1. «Livin' la vida loca» (álbum versión)
2. «Livin' la vida loca» (Scissorhands Push & Pull English House mix)
3. «Livin' la vida loca» (Track Masters remix)
4. «Livin' la vida loca» (Pablo Flores English radio edit)
5. «Livin' la vida loca» (Pablo Flores Spanish Dubapella)

## Video musical
El video musical fue dirigido por Wayne Isham filmado el 10-11 de enero de 1999, y recibió cinco nominaciones a los premios MTV Video Music Awards de 1999 (Video musical del año, Mejor video Masculino, Mejor video Pop, Mejor video de baile, Mejor Coreografía en un Video y Elección de los Espectadores), ganando por Mejor video Pop.

## Posiciones en la lista de éxitos
Lista
| Lista (1999)                             | Ubicación |
| ---------------------------------------- | --------- |
| Canadian Hot 100                         | 1         |
| New Zealand Singles Chart                | 1         |
| UK Singles Chart                         | 1         |
| U.S. Billboard Hot 100                   | 1         |
| U.S. Billboard Hot Latin Tracks          | 1         |
| U.S. Billboard Hot Dance Music/Club Play | 5         |

Billboard Music Charts (EUA)
| Chart (1999)                                      | Peak position |
| ------------------------------------------------- | ------------- |
| U.S. Billboard Hot Dance Music/Maxi-Singles Sales | 1             |
| U.S. Billboard Rhythmic Top 40                    | 1             |
| U.S. Billboard Top 40 Mainstream                  | 1             |
| U.S. Billboard Adult Contemporary                 | 18            |
| U.S. Billboard Adult Top 40                       | 1             |
| U.S. Billboard Hot Dance Music/Club Play          | 5             |
| U.S. Billboard Latin Pop Airplay                  | 1             |
| U.S. Billboard Latin Tropical/Salsa Airplay       | 2             |
| U.S. ARC Weekly Top 40                            | 1             |

## Certificaciones, ubicaciones y ventas
| Territorio  | Certificación | Ventas estimadas |
| ----------- | ------------- | ---------------- |
| Australia   | Platino       | 7.000.000+       |
| Alemania    | Oro           | 150.000+         |
| Noruega     | Oro           | 20.000+          |
| Suecia      | Oro           | 10.000+          |
| Reino Unido | Platino       | 600.000+         |